# Азиза (озеро)
Азиза или Азегза — агельмам, озеро в горах Среднего Атласа в Марокко.
Озеро с площадью зеркала 0,62 км² лежит на высоте 1474 м над уровнем моря примерно в 30 км от Хенифры.
В озере водится щука, а также занесённые европейцами некоторые виды рыб: линь, карп, плотва. Несмотря на небольшой размер, среди населения развито рыболовство. В области озера выпадает около 1150 мм осадков в год.
Гористые берега покрыты лесом, в основном из дуба и атласского кедра.